# Tây Ấn Độ

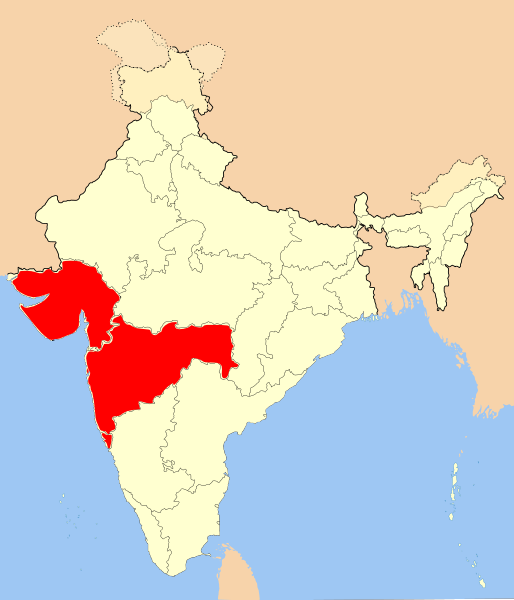
Vị trí của Tây Ấn Độ.

Tây Ấn Độ là khu vực các bang Rajasthan, Goa, Gujarat, Maharashtra, và các lãnh thổ liên bang Daman và Diu và Dadra và Nagar Haveli của Ấn Độ. Phía Tây Bắc đến hoang mạc Thar, phía Bắc đến dãy núi Vindhya, phía Tây là biển Ả Rập. Một phần Tây Ấn Độ nằm trên bình nguyên Deccan. Khu vực này rộng khoảng 508.052 km² và có 147,8 triệu dân cư.
Đây là vùng có công nghiệp phát triển và mức độ đô thị hóa cao. Các thành phố lớn nhất là Mumbai, Ahmedabad, Pune, Jaipur, Jodhpur, Surat, Vadodara và Nagpur.